# Maternidades para niños expósitos en Guipúzcoa

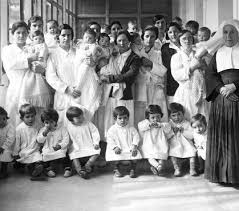
Casa Cuna de Fraisoro en 1929

Las maternidades para niños expósitos en la provincia española de Guipúzcoa se desarrollaron a partir de 1845 por iniciativa de la Diputación Provincial de Guipúzcoa en  las Misericordias de Tolosa y San Sebastián. Con este sistema de abandono se acabó con el anonimato al filiar los datos de la madre.
Hasta el siglo XIX la forma de abandono más frecuente fue la exposición, en el siglo XIX era el torno y en el  siglo XX fue el abandono en las maternidades.

## Desarrollo histórico
Hasta mediados del siglo XX los partos se producían en las casas con la colaboración de algún familiar o de las denominadas parteras.
Solo acudían a las maternidades las mujeres con intención de abandonar el hijo o en casos de partos que se preveían muy  complicados.
Un cambio legislativo en esta materia fue la ilegalización del aborto en 1822 hasta finales del siglo XX. A pesar de esto siguió existiendo el aborto clandestino con graves riesgos para las mujeres.
A principios del siglo XX fallecía una mujer cada 175 partos fundamentalmente por hemorragias o infecciones puerperales.
En Guipúzcoa las primeras maternidades fueron las de Tolosa y San Sebastián creadas en 1845 por la Diputación provincial en las Casas de Misericordia..
En la década comprendida entre 1856 y 1865 en San Sebastián,  un 7,2 % de los niños abandonados provenían de las maternidades. En la década siguiente supuso el  29,1 % .Al terminar el siglo XIX la tendencia había seguido en aumento. De los diez años que van de 1893 a 1902 alcanzó el 43,2 %. Extrapolando estos datos se puede concluir que unas ocho mil  mujeres abandonaron a sus hijos en una maternidad de Guipúzcoa en los siglos XIX y XX.
En 1888 se inauguró el Hospital civil San Antonio Abad de San Sebastián sustituyendo   a la maternidad de la Misericordia de San Sebastián.
En el Hospital civil trabajaron sucesivamente   los ginecólogos Manuel Usandizaga y Juan María Arrillaga.
En 1932 se trasladó la maternidad del Hospital civil de San Sebastián a la Casa de Maternidad Municipal de San Sebastián. Contaba con 60 camas y fue dirigida  por  Juan María Arrillaga  hasta su clausura en 1953. Aurelio Maeso fue su director de pediatría.
En 1947 se inauguró la maternidad de Ategorrieta, villa San José,  del seguro de enfermedad que disponía de  24 camas. Fue dirigida por  el ginecólogo Alfonso Ugalde Aguirrebengoa y el pediatra colaborador del centro fue Miguel Sagardia.  Se clausuró en 1960 al inaugurarse la Residencia Sanitaria Nuestra Señora de Aranzazu y el Hospital Provincial.
A partir de 1960, las mujeres con intención de abandonar su hijo fueron derivadas al Hospital Provincial de Guipúzcoa. Esta maternidad fue dirigida en sus primeros años por el ginecólogo Julio Albea y Paul Zubillaga como jefe de servicio de pediatría.
Por otro lado, en 1913 la Diputación provincial creó la maternidad de la Casa Cuna de Fraisoro para acoger a las mujeres solteras y primíparas con intención de abandonar el hijo. Las mujeres que no cumplían estas condiciones eran derivadas a otras maternidades de la provincia. Los directores de la maternidad de Fraisoro fueron los médicos Toribio  Albea (1913-1923), Jesús Alustiza (1923-1951) y Julio Albea (1951-1960). José Antonio Alustiza Iriarte fue el pediatra entre 1951 y 1986.
En Fraisoro nacieron unos 3500 niños la mayoría de los cuales fueron abandonados.
Aunque la Casa Cuna de Fraisoro siguió operativa hasta 1994, su maternidad se clausuró en 1960.
A partir de 1987, los partos de mujeres con intención de abandonar su hijo se trasladaron al centro sanitario Virgen del Pilar de San Sebastián, que contaba con habitaciones individuales.

## Vídeos
- La Casa Cuna de Fraisoro. Mujeres de barro, infancias de cristal.